# Economía espacial
La economía espacial es un campo de estudio dentro de la ciencia económica que analiza los fenómenos económicos enfatizando su localización en el espacio. Engloba estudios teóricos y empíricos que exploran dónde y por qué se produce la actividad económica. Para ello, integra conocimientos y herramientas como el análisis espacial, la estadística espacial, la geoestadística y los sistemas de información geográfica. El estudio de la distribución y organización espacial de la actividad económica, formalmente conocido como Economía espacial, ha evolucionado. Aunque a menudo se le refiere, e incluso utiliza indistintamente, como Geografía económica en muchos contextos, este campo se ha revitalizado con el uso riguroso de la teoría y los métodos económicos. Para enfatizar esta aproximación, el término Economía geográfica ha ganado prominencia, particularmente en el contexto de la Nueva geografía económica y sus profundas implicaciones en la comprensión de los fenómenos económicos geográficos.

## Campos de estudio derivados

### Metodología empírica
- Econometría espacial

### Fundamento teórico (o la metodología teórica)
- Economía de la localización. (ej. Teoría de la localización de von Thünen, Alfred Weber y Walter Christaller)

### Campos de Aplicación (Geografía Económica/Economía geográfica)
- Astroeconomía (Alcance hipotético)
- Economía internacional
- Economía urbana
- Economía regional
- Economía rural

## Economistas destacados
- Paul Krugman
- Masahisa Fujita
- Edward Glaeser en Economía urbana
- J. Paul Elhorst
- Daniel Griffith
- James LeSage
- Martin J. Beckmann (RSAI Founder's Medal, 1983)
- William Alonso (RSAI Founder's Medal, 1991)
- Jean H. P. Paelinck (RSAI Founder's Medal, 1996)
- Manfred M. Fischer (RSAI Founder's Medal, 2016)